# Wos (cantante)
Wos, pseudonimo di Valentín Oliva (Buenos Aires, 23 gennaio 1998), è un cantante e rapper argentino.

## Biografia
Valentín Oliva è nato in una famiglia di musicisti il 23 gennaio 1998, nel barrio di Villa Crespo, a Buenos Aires. Sua madre, Maia Mónaco, era un'attrice, cantante e sceneggiatrice teatrale; il padre, Alejandro Oliva, è stato fondatore e musicista del gruppo La Bomba del Tiempo.
Si è avvicinato al mondo musicale come freestyler, lanciando la propria carriera con la pubblicazione dell'album in studio di debutto Caravana, avvenuta nell'ottobre 2019 e anticipata qualche mese prima da un'esibizione a Lollapalooza Argentina. L'album, contenente tre singoli classificatisi all'interno della Argentina Hot 100, di cui uno posizionatosi al 13º posto, ha regato all'artista quattro riconoscimenti, tra cui quello alla canzone dell'anno per Canguro, nell'ambito dei Premios Gardel. Wos è stato anche in lizza per il titolo di miglior artista emergente ai Latin Grammy, premio successivamente vinto da Mike Bahía. Negli ultimi mesi del 2021 ha intrapreso una tournée a supporto del disco, posticipata a causa delle misure di confinamento dovute alla pandemia di COVID-19, tenendo concerti anche in Messico e Spagna.
Oscuro éxtasis, messo in commercio nel 2021, è divenuto il suo primo LP a fare l'ingresso nella Top Albumes spagnola, oltre a figurare nella lista di Rolling Stone España riguardante le migliori pubblicazioni iberoamericane divulgate nel medesimo anno.

## Discografia

### Album in studio
- 2019 – Caravana
- 2021 – Oscuro éxtasis
- 2024 – Descartable

### Album dal vivo
- 2024 – Descartable (En vivo Estadio Racing Club)

### EP
- 2019 – Tres puntos suspensivos

### Singoli
- 2017 – Protocolo
- 2018 – Purpura
- 2018 – Andrómeda
- 2019 – Terraza
- 2019 – Animal (con Acru)
- 2019 – Canguro
- 2019 – Melón vino
- 2020 – Mugre
- 2020 – Convoy jarana
- 2021 – Live Set
- 2021 – Que se mejoren
- 2021 – Mirá mamá
- 2022 – Arrancármelo
- 2022 – Quereme (con Louta)
- 2022 – Puaj
- 2023 – Money in the Bank (con Molotov)
- 2023 – Descartable
- 2023 – Problema cabrón (con Residente)
- 2023 – Morfeo
- 2024 – Melancolía (con Gustavo Santaolalla)
- 2024 – Cabezas cromadas (con Dillom)
- 2024 – La niebla (feat. Natalia Lafourcade)
- 2024 – Quemarás (con Indio Solari)